# Вільям Мак-Грегор
Вільям Мак-Ґреґор (англ. William McGregor; 13 квітня 1846, Брако, Перт-і-Кінросс, Шотландія — 20 грудня 1911, Бірмінгем, Англія) — шотландський підприємець та один з перших футбольних менеджерів вікторіанської епохи, якого вважають засновником Футбольної ліги Англії — першого подібного організованого об'єднання клубів у світі.

## Життєпис
Вільям Мак-Грегор народився 13 квітня 1846 в містечку Брако, Перт-і-Кінросс, Шотландія. Мак-Грегор закохався в велику гру, побачивши перший же матч у своєму житті. За професією Вільям був продавцем манфуфактурних виробів. Доля склалася так, що з міста Перт він переїхав у Бірмінгем, і його крамничка розташувалася зовсім поруч з стадіоном «Астон Парк», на якому «Вілла» виступала до переїзду на «Вілла Парк», тобто в районі Астон. У своїй крамничці він торгував і футбольними футболками , його магазин незабаром став дуже популярний серед шанувальників гри. 
1877 рік пов'язав Вільяма Мак-Грегора з «Астон Віллою» навічно. Його запросили в клуб, і він допомагав судити футбольні матчі, арбітрів тоді ще не було. Вільям Мак-Грегор був людиною неймовірно успішною. І не дивно, що вже незабаром він став адміністратором команди. Вільям сильно допомагав команді грошима, і став одягати команду в своїй крамниці. Керована Вільямом Мак-Грегором «Астон Вілла» виграла перший трофей у своїй історії — «Бірмінгем Сеньйор Кап», а Вільям зайняв пост президента клубу. 
При Вільямі Мак-Грегорі з'явилася форма, в якій команда виступає досі (бордовий верх з блакитними рукавами, білий низ, блакитні гетри); його ідеєю було поставити на клубний герб лева — з королівського прапора Шотландії. 
У 1888 році відбулася одна з найбільш значущих подій в світовому футболі за всю історію — створення Футбольної Ліги. Організатором виступив саме Вільям Мак-Грегор, від імені «Астон Вілли». У першому в історії футболу чемпіонаті виступили клуби: «Аккринґтон», «Астон Вілла», «Блекберн Роверс», «Болтон Вондерерс», «Бернлі», «Дербі Каунті», «Евертон», «Ноттс Каунті», «Престон Норт-Енд», «Сток Сіті», «Вест Бромвіч Альбіон» та «Вулвергемптон». Ці клуби прийнято називати клубами-засновниками. Вільям Мак-Грегор був обраний першим президентом Англійської Футбольної Ліги, і займав цей почесний та важливий пост до 1894 року. Паралельно з цим Мак-Грегор очолював і Футбольну Асоціацію. 
У травні 1910 року Мак-Грегор захворів та поселився у будинку для людей похилого віку. 19 грудня 1911 року Вільям Мак-Грегор був прооперований, проте, після короткочасного поліпшення настав рецидив. 20 грудня 1911 року Вільям Мак-Грегор пішов з життя. Він був похований разом зі своєю дружиною Джессі, яка померла у 1908 році, у церкві Святої Марії в Бірмінгемі.